# Giovanni Battista Viotti
Giovanni Battista Viotti (ur. 12 maja 1755 w Fontanetto Po, zm. 3 marca 1824 w Londynie) – włoski skrzypek i kompozytor epoki klasycyzmu.

## Życiorys

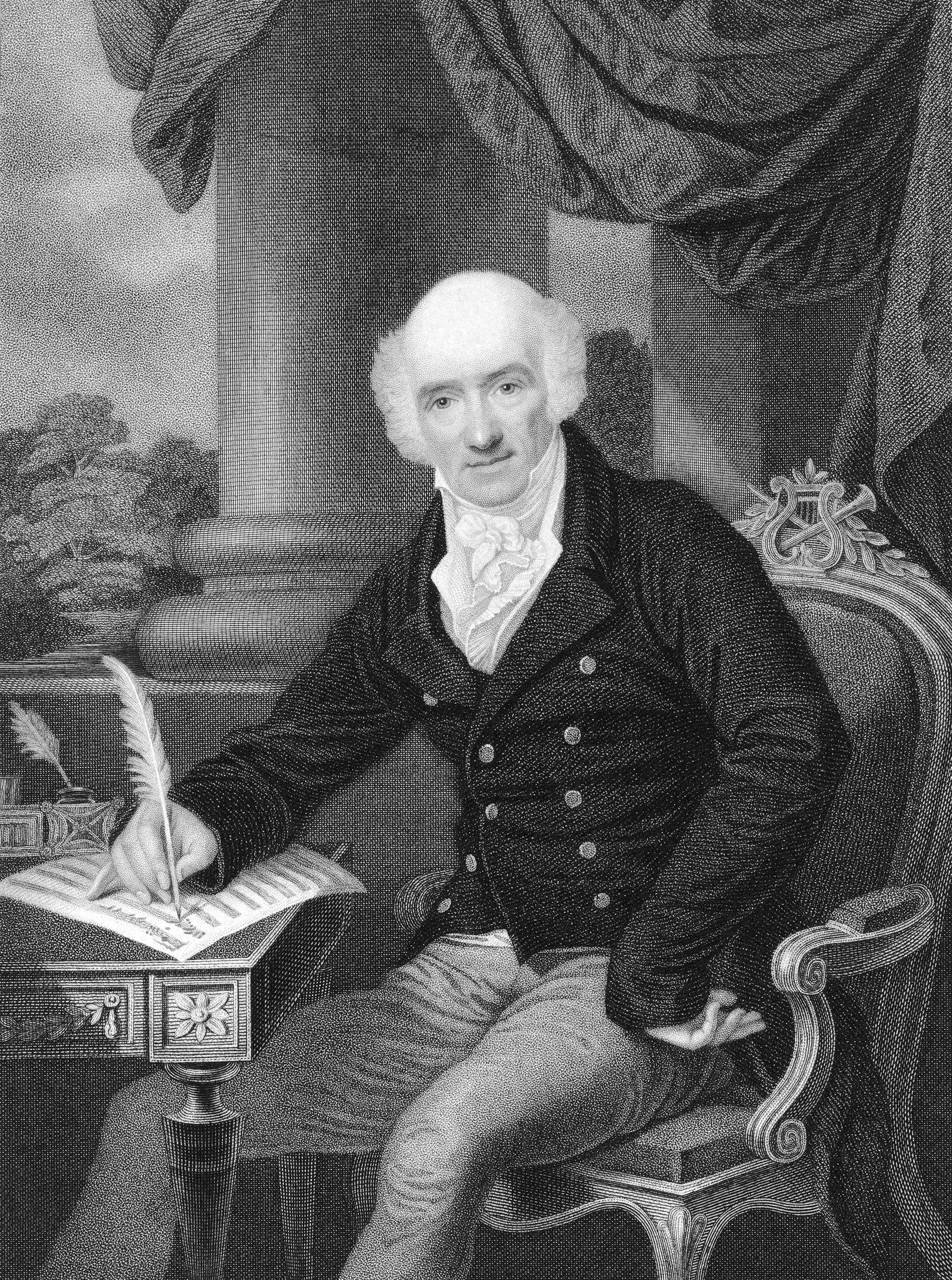
Viotti między 1819 a 1830 na obrazie Henry'ego Hoppnera Meyera

W roku 1768 przybył do Turynu i rozpoczął w roku 1770 naukę gry na skrzypcach u Gaetano Pugnaniego, ucznia Giuseppe Tartiniego. W roku 1775 został członkiem królewskiej kapeli w Turynie. Wraz ze swoim mistrzem Pugnanim odbył w latach 1780-1782 tournée koncertowe przez Szwajcarię, Drezno, Warszawę i Petersburg. W Petersburgu rozstał się z Pugnanim, który został tam na dłużej.
Następnie zamieszkał w Paryżu, gdzie okresowo działał na dworze Marii Antoniny. 
Po wybuchu Rewolucji Francuskiej przeniósł się do Londynu, gdzie został współzałożycielem Royal Philharmonic Society.
W roku 1798 musiał opuścić Anglię, gdyż podejrzewano go, że szpieguje na rzecz rewolucyjnej Francji. W latach 1799–1801 mieszkał w Schenefeld koło Hamburga jako nauczyciel muzyki Friedricha Wilhelma Pixisa, syna bogatego kupca angielskiego. Od wiosny 1801 powrócił do Anglii i zamieszkał u przyjaciół. W roku 1811 otrzymał obywatelstwo brytyjskie. Zajął się handlem winem, lecz wkrótce wpadł w zadłużenie. W roku 1818 powrócił do Paryża, gdzie został dyrektorem opery.
Viotti komponował głównie koncerty skrzypcowe, utrzymane w stylu klasycyzmu. Spośród 29 koncertów przerobił 10 na koncerty fortepianowe. Skomponował też 70 sonat skrzypcowych.